# Tereza Rakousko-Toskánská
Tereza Monika Rakousko-Toskánská (německy Theresa Monika von Habsburg-Lothringen, * 9. ledna 1931, Amstetten) je rakouská arcivévodkyně a bavorská princezna z toskánské větve habsbursko-lotrinské dynastie.

## Mládí
Tereza Monika Valerie Alžběta Ludovika Walburga Anna Habsbursko-Lotrinská (Theresa Monika Valeria Elisabeth Ludovika Walburga Anna von Habsburg-Lothringen) se narodila jako druhé dítět a nejstarší dcera arcivévody Theodora Salvátora Rakousko-Toskánského a jeho manželky, hraběnky Marie Terezie von Waldburg-Zeil.

## Manželství a děti
Dne 17. října 1955 se na zámku Wallsee provdala za prince Rassa Bavorského († 12. září 2011), syna knížete Františka Bavorského a jeho manželky princezny Isabely Antonie z Croÿ. Spolu měli sedm dětí:
- Marie-Terezie (* 1956) ∞ Tamas Kornis de Goncz-Ruszka
- František Josef (* 1957), benediktinský mnich v Peramiku v Tanzanii, známý jako Pater Florian
- Alžběta (* 1959) ∞ hrabě Andreas von Kufstein
- Wolfgang (* 1960) ∞
  - hraběnka Beatrice Lodron-Laterano a Castelromano
  - Tatiana Marie Eames
- Benedikta (* 1961) ∞ hrabě Rudolf von Freyberg-Eisenberg
- Kryštof (* 1962) ∞ hraběnka Gudila von Plettenberg
- Gisela (* 1964) ∞ princ Alexandr Sasko-Gessapský

## Tituly a oslovení
- 9. ledna 1931 – 17. října 1955: Její císařská a královská Výsost arcivévodkyně Tereza Rakouská, císařská princezna rakouská, královská princezna uherská, česká a princezna toskánská
- 17. října 1955 – dosud: Její císařská a královská Výsost princezna Tereza Bavorská